# Kampfgeschwader 77
Das Kampfgeschwader 77 war ein Verband der Luftwaffe der Wehrmacht im Zweiten Weltkrieg. Als Kampfgeschwader, ausgestattet mit Bombern, erst vom Typ Dornier Do 17 und dann mit der Junkers Ju 88 führte es Luftangriffe mit Bomben auf zugewiesene Ziele durch. Ab 1943 setzte es auch Lufttorpedos ein und war damit auf Seeziele spezialisiert. Das Geschwader beteiligte sich am Überfall auf Polen, dem Westfeldzug, der Luftschlacht um England und dem Deutsch-Sowjetischen Krieg. Ab 1942 kam es im Mittelmeerraum und ab 1944 in Nordfrankreich gegen die Westalliierten zum Einsatz. Es wurde am 20. Juli 1944 aufgelöst.

## Aufstellung
Das Kampfgeschwader 77 entstand am 1. Mai 1939, nach dem neuen Benennungsschema der Luftwaffe, aus dem am 1. April 1936 in Merseburg aufgestellten Kampfgeschwader 153. Aus dem Geschwaderstab und der I./KG 153 entstanden am 1. Mai 1939 in Prag (Lage) der Stab und die I./KG 77. Aus der II. Gruppe des KG 158 bildete sich am 1. Mai 1939 in Brünn (Lage) die II./KG 77. Die III./KG 77 entstand ebenfalls am 1. Mai 1939 in Königgrätz (Lage) aus der II./KG 255. Im Oktober 1940 entstand die IV. (Ergänzungs-)Gruppe in Laon-Couvron (Lage). Das Geschwader war ausgestattet von 1939 bis 1941 mit der Dornier Do 17. Im Februar 1941 rüstete der Geschwaderstab und die I. Gruppe als letztes auf die Junkers Ju 88 um. Die Geschwaderkennung war 3Z.

## Gliederung
Der Geschwaderstab führte die I. bis IV. Gruppe die wiederum in Staffeln unterteilt waren. Die 1. bis 3. Staffel gehörte der I. Gruppe, die 4. bis 6. Staffel der II. Gruppe, die 7. bis 9. Staffel der III. Gruppe und die 10. bis 12. Staffel der IV. Gruppe an. Jede Staffel, geführt durch einen Staffelkapitän, war in drei Schwärme mit je vier Flugzeugen unterteilt. Daraus ergab sich eine Sollstärke der Bombergruppe von 36 Flugzeugen in den drei Staffeln + ein Flugzeug für den Gruppenkommandeur. Dies ergab bei vier Bombergruppen eine Sollstärke von 148 Flugzeugen, + 4 Flugzeuge für den Geschwaderkommodore und seinen Stab. Daraus ergibt sich eine Sollstärke von 152 Flugzeugen. Die IV. Gruppe war eine Ergänzungsgruppe und nahm in der Regel nicht an Kampfeinsätzen teil. In ihr wurden frisch ausgebildete oder rekonvaleszente Flieger eine Zeitlang an die Frontbedingungen gewöhnt und geschult, bevor sie in eine der drei Einsatzgruppen wechselten. Darum hatte sie meist ihren Standort in der Heimatbasis des jeweiligen Geschwaders.

## Geschichte

### Überfall auf Polen

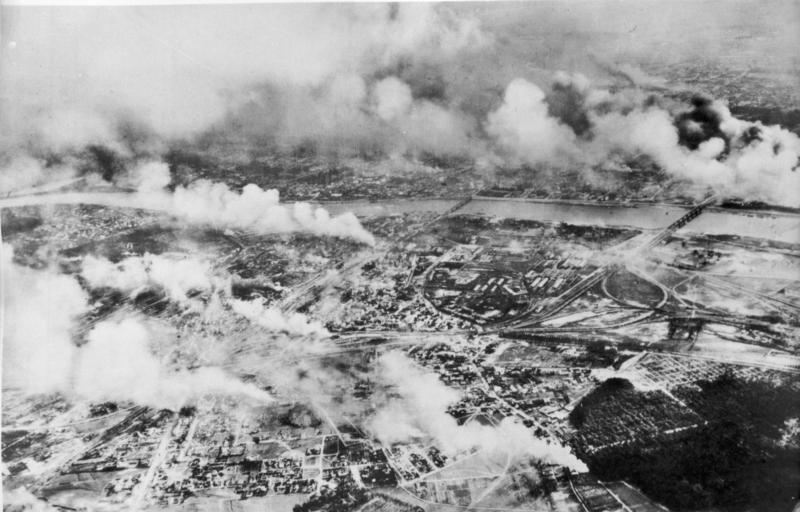
Luftaufnahme des brennenden Warschau, September 1939

Der Stab, die I., II. und III. /Kampfgeschwader 77 nahmen im Rahmen der 2. Fliegerdivision der Luftflotte 4 im Südabschnitt der Front am Überfall auf Polen teil. Das Geschwader blieb dabei auf seinen tschechischen Basen stationiert. Ausgestattet mit der Dornier Do 17Z, einem zweimotorigen Bomber, dessen Bramo 323-Motoren je 1000 PS leisteten und ihm eine Höchstgeschwindigkeit von 410 km/h und eine Bombenlast von 1000 kg ermöglichten, flog das gesamte Geschwader am 25. September einen Luftangriff auf Warschau. Dazu wurde es kurzfristig dem Fliegerführer z.b.V. unterstellt.

### Westfeldzug
Während des Westfeldzuges stand das gesamte Geschwader unter dem Kommando des VIII. Fliegerkorps der Luftflotte 2. Der Stab, die II. und III. Gruppe flogen von Düsseldorf (Lage) und die I. Gruppe von Werl (Lage) aus Luftangriffe auf Flugplätze zur Erringung der Luftherrschaft und taktische Einsätze zur Heeresunterstützung. Im Juni wechselten dann der Stab, die I. und III. Gruppe nach Laon-Couvron und die II. nach Asch (Lage). Am 15. Juni beschossen französische Jäger der GC II/7 W die Do 17Z (Geschwaderkennung 3Z+AA) des Geschwaderkommodore Generalmajor Wolff von Stutterheim, sodass die Besatzung bei Leurville eine Bruchlandung machen musste. Dabei verletzte sich der Geschwaderkommodore so schwer, dass er am 3. Dezember 1940 in der Berliner Charitè seinen Verletzungen erlag.

### Luftschlacht um England

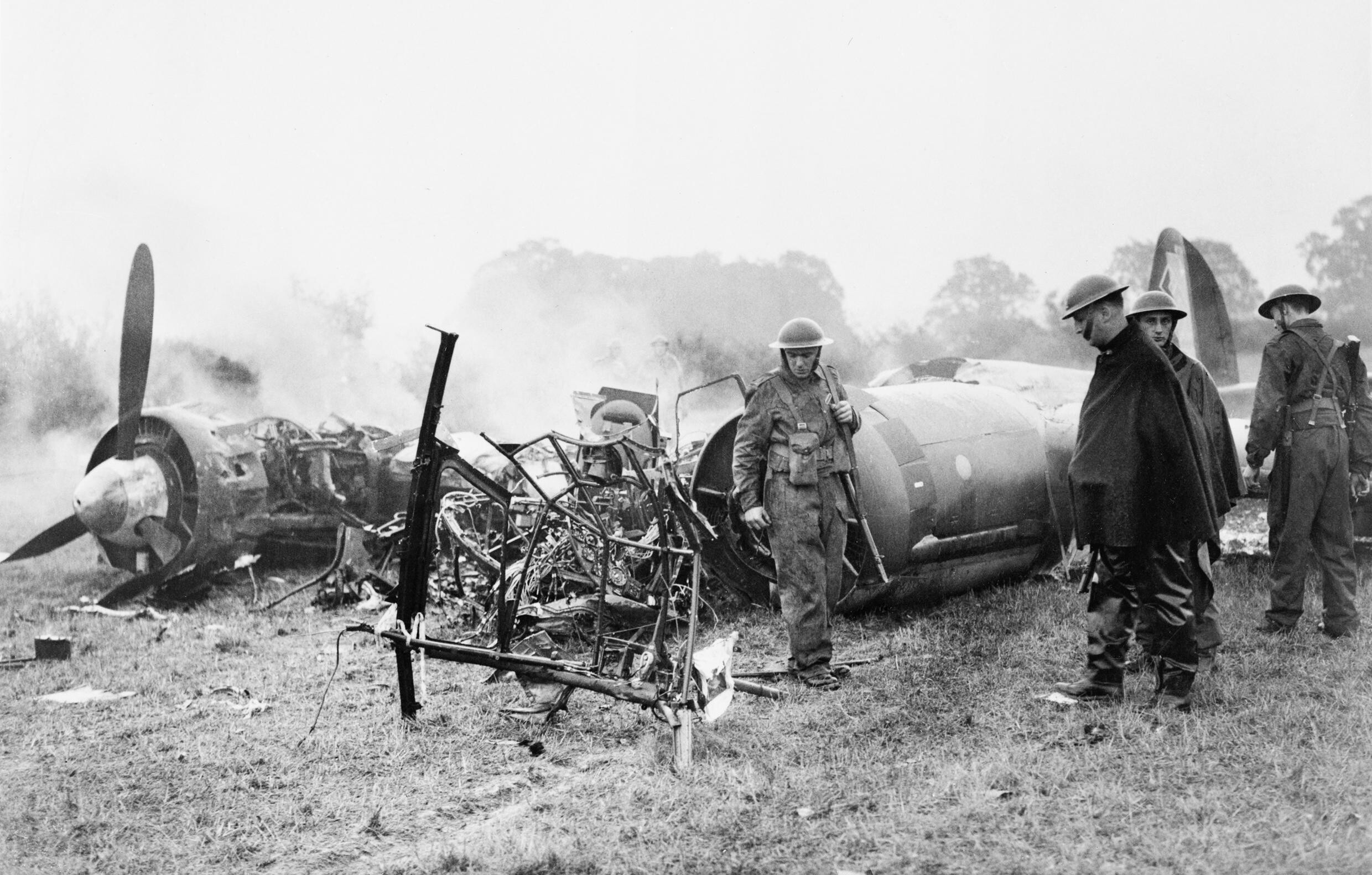
Am 3. Oktober 1940 bei Hertingfordbury abgeschossene Junkers Ju 88 des KG 77

In der anschließenden Luftschlacht um England wechselte das gesamte Geschwader zum I. Fliegerkorps, der Luftflotte 2. Es blieb auf den französischen Basen Laon-Couvron und Reims-Champagne (Lage) sowie der belgischen Basis Asch stationiert und flog Luftangriffe auf Großbritannien. Im weiteren Verlauf lagen Teile auch in Juvincourt. Am 19. September 1940 fiel der Gruppenkommandeur der III. Gruppe, Major Maximilian Kless, als seine Junkers Ju 88A-1 (Geschwaderkennung 3Z+ED) während eines Luftangriffs auf Gravesend durch britische Jäger der 19 Squadron abgeschossen wurde und bei Eastry Mill nahe Sandwich aufschlug. Von Oktober 1940 bis Februar 1941 erhielt das Geschwader die Junkers Ju 88A-1. Diese hatte mit ihren zwei Junkers Jumo 211-Motoren 350 PS mehr, eine um 50 km/h höhere Höchstgeschwindigkeit und eine um 1400 kg höhere Bombenlast als die bisher verwendete Dornier Do 17Z. Am 28. Mai 1941 versenkten Flugzeuge der I. Gruppe den britischen Zerstörer HMS Mashona (Lage).

### Deutsch-Sowjetischer Krieg
1941
Am Angriff auf die Sowjetunion nahm das Geschwader ab 22. Juni 1941 teil. Dazu war es dem I. Fliegerkorps der Luftflotte 1 im Nordabschnitt der Ostfront unterstellt. Die I. Gruppe lag in Jesau (Lage), die II. in Wormditt (Lage) und die III. in Heiligenbeil (Lage). Im Juli/August 1941 wechselte das gesamte Geschwader auf den Fliegerhorst Dno (Lage). Am 28. August war die 2. Staffel mit ihren Junkers Ju 88, zusammen mit der Küsten-Flieger-Gruppe 806 gegen auslaufende Schiffe vor Tallinn eingesetzt. Bei der Evakuierung von Tallinn machten sich 165 sowjetische Schiffe mit 28.000 Passagieren und 66.000 Tonnen Material auf den Weg nach Kronstadt. Am Nachmittag griffen die Bomber den Schiffsverband westlich der Minensperren an und versenkten den Eisbrecher Krisyanis Valdemars (2250 BRT) und die Transporter Skrunda (2414 BRT), Lake Lucerne (2317 BRT), Atis Kronvalds (1423 BRT). Am Folgetag erfolgt erneut ein Luftangriff durch dieselben Verbände, bei dem die Transporter Vtoraya Pyatiletka (3974 BRT), Kalpaks (2190 BRT) und das Schulschiff Leningradsovet (1270 t) versenkt werden.
1942
Die I./KG 77 blieb dagegen an der Ostfront, von Februar bis Mai in Orscha (Lage) und im Mai/Juni 1942 in Charkow (Lage) und Kursk (Lage).

### Luftkrieg gegen England 1942
Im Mai wechselten der Stab, die II. und III. Gruppe zur Luftflotte 3 nach Frankreich. Von Creil (Lage)/Rennes (Lage) und Beauvais (Lage)/Vannes (Lage) aus führte es Luftangriffe auf England durch. Zu diesem Zeitpunkt waren die drei Einsatzgruppen und der Stab überwiegend mit der Junkers Ju 88A-4 ausgestattet. Diese hatte im Vergleich zur bisher geflogenen A-1 mit ihren zwei Junkers Jumo 211 J 350 PS mehr Startleistung, eine um 40 km/h höhere Höchstgeschwindigkeit und 600 kg mehr Bombenlast. Ab Juli kam auch die I./KG 77 von der Ostfront nach Creil/Rennes. Diese wurde am 31. August umbenannt in I. Gruppe/Kampfgeschwader 6.

### Luftkrieg im Mittelmeerraum
1942

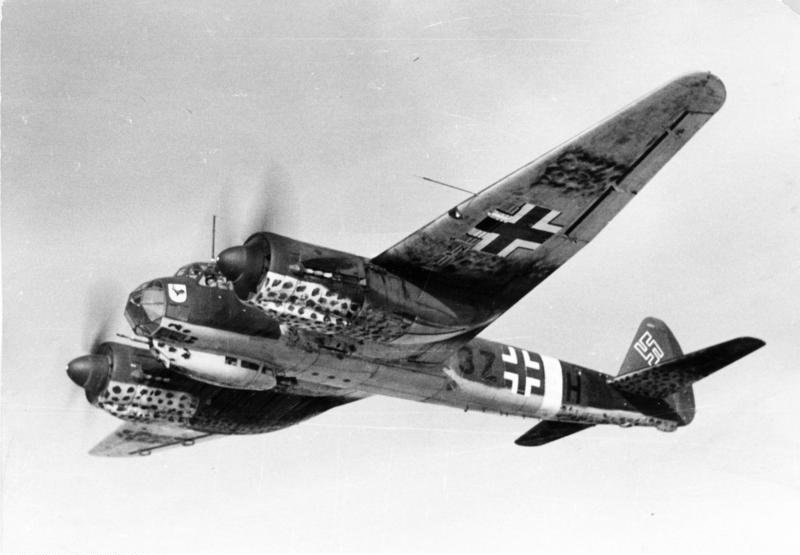
Junkers Ju 88 der I./KG 77 im Jahre 1942 im Mittelmeerraum

Zum Jahreswechsel 1941/42 verlegten der Stab, die II. und III./KG 77 in den Mittelmeerraum zur Luftflotte 2. Bis Mai 1942 war das italienische Comiso (Lage) die Ausgangsbasis für Luftangriffe auf Malta. Am 22. März griffen Teile des Geschwaders unter Führung des Geschwaderkommodore Major Arved Crüger den alliierten Geleitzug MW 10 südöstlich von Malta an. Dabei traf ein Flugzeugabwehrgeschoss von einem der angegriffenen Schiffe die Ju 88A-4 (Geschwaderkennung 3Z+AA) von Crüger, die daraufhin ins Mittelmeer stürzte. Crüger und seine Besatzung blieben vermisst. Währenddessen verlegten der Geschwaderstab und die II. Gruppe in das griechische Iraklion (Lage) und die III. Gruppe in das italienische Comiso. Am 10. September entstand aus der Küstenfliegergruppe 606 die neue I./KG 77. Im Oktober wurde das gesamte Geschwader auf Sizilien in Gerbini (Lage) und Catania (Lage) unter dem Kommando des II. Fliegerkorps der Luftflotte 2 zusammengeführt. Am 10. Oktober rammte eine britische Spitfire die Ju 88A-4 (Geschwaderkennung 3Z+AC) des Gruppenkommandeurs der II. Gruppe, Major Heinrich Paepke, der einen Luftangriff auf das Luqa Airfield auf Malta anführte. Daraufhin stürzte der Bomber ab und die gesamte Besatzung fiel. Posthum erhielt Paepcke am 19. Dezember das Eichenlaub zum Ritterkreuz. Nachdem das Geschwader gegen die im November 1942 in Nordwestafrika gelandeten alliierten Truppen (Operation Torch) eingesetzt war, zogen sich zum Jahresende die II. und III. Gruppe zur Wiederaufstellung nach Piacenza (Lage) zurück.
1943
Ab Februar 1943 kam die I. Gruppe ebenfalls nach Piacenca. Am 19. März griffen Teile des Kampfgeschwaders 77 zusammen mit Teilen der Kampfgeschwader 30 und 54 den Hafen von Tripolis an. Unter der erstmaligen Verwendung von Kreisläufer-Torpedos wurden die britische Ocean Voyager (7174 BRT) und die griechische Varvara (1354 BRT) versenkt und der Zerstörer Derwent so stark beschädigt, dass er zum Totalverlust erklärt wurde. Bis in die zweite Jahreshälfte hinein blieb Piacenza der Ausgangspunkt für alle Einsätze des Geschwaders. Ab Juli/August schulten alle drei Gruppen in der Heimat auf Lufttorpedo um. Dabei stürzte der Gruppenkommandeur der III. Gruppe, Hauptmann Heinz Richter mit seiner Ju 88A-4 bei Lauf nahe Nürnberg ab und kam ums Leben. Anfang 1944 war die Ausbildung noch nicht abgeschlossen. Das Geschwader lag in Königsberg-Devau (Lage), Prowehren (Lage), Barth (Lage) und Wormditt (Lage).
1944

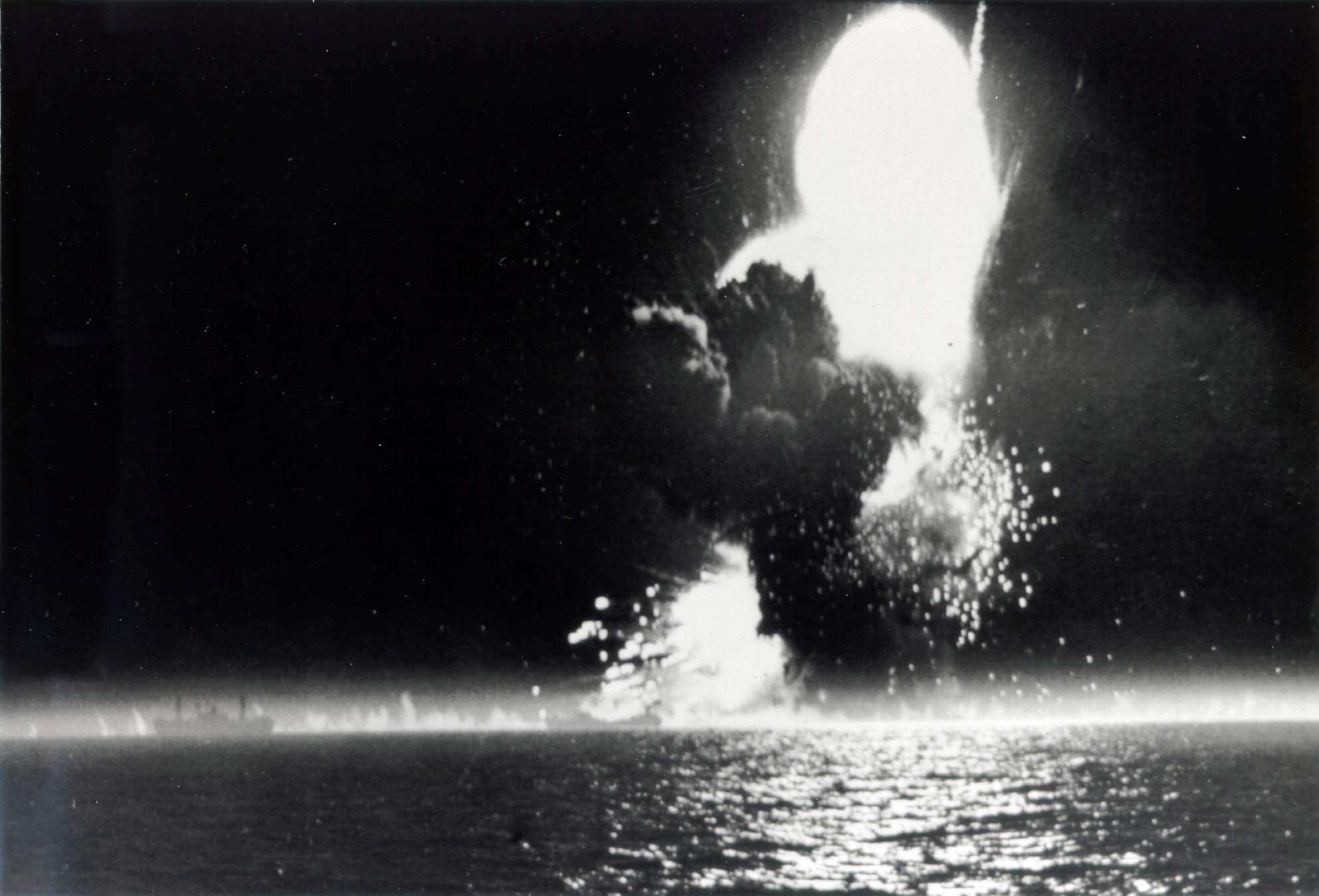
Frachter Paul Hamilton explodiert nach Torpedotreffer

Am 10. März wechselten der Stab, die I. und III. Gruppe zur 2. Fliegerdivision der Luftflotte 3 nach Frankreich, wo sie bis in den Juni ausschließlich in Orange (Lage) lagen. In der Nacht zum 21. April 1944 griffen etwa 60 Torpedo-Flugzeuge der III./KG 26 und der I. und III./KG 77 den alliierten Geleitzug UGS 38 mit 87 Schiffen an. Dabei versenkten sie den Zerstörer USS Lansdale und die Frachter Royal Star und Paul Hamilton (Lage). An Bord der Paul Hamilton befanden sich, zusätzlich zur Besatzung, 504 Soldaten des 831st Bombardment Squadron und der 32nd Photo Reconnaissance Squadron der Royal Air Force. Außerdem hatte sie noch etwa 1600 t Munition und Bomben geladen. Nach einem Torpedotreffer explodierte das Schiff mit einer 400 m hohen Stichflamme und Trümmer wurden zwei Kilometer weit geschleudert. Dabei wurden alle 580 Menschen an Bord getötet. Am 11. Mai wurde erneut ein UGS-Konvoi erfasst. Insgesamt 62 Flugzeuge der I. und III./KG 26 sowie der I./ und III./KG 77 griffen den Geleitzug UGS 40 in vier Angriffswellen an. Ein Teil der Angreifer wurde von landgestützten alliierten Jagdflugzeugen vom Typ Bristol Beaufighter abgefangen, die 19 Torpedoflugzeuge abschossen. Der Geleitzug erlitt keine Verluste. Bei einem neuen Einsatz, am 30. Mai, gegen den Geleitzug UGS 42 wurde ein Schiff (Frachter Nordeflinge) unter Verlust von fünf Flugzeugen versenkt.
Der Stab und die I. Gruppe verlegten dann Ende Juni nach Salon (Lage). Die II. Gruppe blieb im Osten.

### Alliierte Landung in Nordfrankreich 1944
Nach der alliierten Landung in der Normandie kamen der Stab, die I. und die III. Gruppe von Orange-Caritat in Südfrankreich aus zum Einsatz. Die Staffeln flogen überwiegend mit der Ju 88A-17, einer speziellen Variante ohne Bodenwanne und Sturzflugbremsen für den Lufttorpedoangriff. Dazu waren sie der 2. Flieger-Division der Luftflotte 3 unterstellt. Am 7. Juni blieb der Gruppenkommandeur der III. Gruppe, Major Eberhard Stüwe vermisst, als er mit seiner Ju 88A-17 (Geschwaderkennung 3Z+CT) von einem nächtlichen Luftangriff auf die Seinebucht bei Le Havre nicht zurückkehrte.
Am 20. Juli lösten sich der Stab, die II. und III. Gruppe auf, während die I. Gruppe umbenannt wurde in die I. Gruppe des Kampfgeschwaders 26.

## Kommandeure

### Geschwaderkommodore
| Dienstgrad     | Name                        | Zeit                                 |
| -------------- | --------------------------- | ------------------------------------ |
| Oberst         | Heinrich Seywald            | 1. Mai 1939 bis 13. September 1939   |
| Generalmajor   | Wolff von Stutterheim       | 22. September 1939 bis 15. Juni 1940 |
| Generalmajor   | Heinz-Hellmuth von Wühlisch | 21. Juni 1940 bis 1. August 1940     |
| Oberst         | Johann Raithel              | 1. August 1940 bis 13. März 1942     |
| Major          | Arved Crüger                | 13. März 1942 bis 22. März 1942 †    |
| Oberstleutnant | Hermann Schlüter            | 23. März 1942 bis 12. Februar 1943   |
| Major          | Wilhelm Stemmler            | 12. Februar 1943 bis 20. Juli 1944   |

### Gruppenkommandeure
I. Gruppe
- Major Martin Balcke, 1. Mai 1939 bis Oktober 1940[27]
- Hauptmann Joachim Pötter, 23. April 1941 bis 6. Mai 1942[28]
- Major Ernst-Günther von Scheliha, 7. Mai 1942 bis 31. August 1942[29]
- Hauptmann Rolf Siedschlag, März 1943 bis 1. Juli 1943[30]
- Hauptmann Willi Sölter, 1. Juli 1943 bis 20. Juli 1944[31]

II. Gruppe
- Oberstleutnant Augustin, 1. Mai 1939 bis 2. November 1939
- Oberstleutnant Karl Angerstein, 3. November 1939 bis 8. Januar 1940[32]
- Major Franz Behrendt, 9. Januar 1940 bis 12. März 1941[33]
- Hauptmann Dietrich Peltz, 13. März 1941 bis 30. September 1941[34]
- Hauptmann Heinrich Paepcke, Oktober 1941 bis 17. Oktober 1942 †[35]
- Hauptmann Felix zur Nedden, Februar 1943 bis Juli 1943[36]
- Oberleutnant Carl-Heinz Antonius Greve, Juli 1943 bis 20. Juli 1944[37]

III. Gruppe
- Oberst Wolff von Stutterheim, 1. Mai 1939 bis 21. September 1939[38]
- Major Walther Wadehn, 13. September 1939 bis 15. Dezember 1939[39]
- Major Franz Behrendt, 15. Dezember 1939 bis Januar 1940[40]
- Hauptmann Maximilian Kless, 8. Juli 1940 bis 19. September 1940 †[41]
- Major Kurt Handke, September 1940 bis ?[42]
- Major Egbert von Frankenberg und Proschlitz, 1941[43]
- Hauptmann Rolf Siedschlag, August 1941 bis 1. April 1943[44]
- Hauptmann Heinz Richter, 1. April 1943 bis 2. Juni 1943 †[45]
- Major Hunold von Nordeck, 26. Juni 1943 bis 10. September 1943[46]
- Hauptmann Eberhard Stüwe, 10. September 1943 bis 7. Juni 1944 †[47]
- Hauptmann Wolrad Harsem, Juli 1944 bis Oktober 1944[48]

IV. Gruppe
- Major Hans-Jörg Leutze, 30. Oktober 1941 bis 11. Juni 1943[49]
- Hauptmann Peter Schnoor, 12. Juni 1943 bis 6. September 1944[50]

## Auszeichnungen
Bekannte Träger des Ritterkreuz des Eisernen Kreuzes oder höherer Stufen des Kampfgeschwaders 77.
| Name                         | Dienstgrad    | Einheit    | Ritterkreuz   | Eichenlaub    |
| ---------------------------- | ------------- | ---------- | ------------- | ------------- |
| Bischoff, Otto               | Oberleutnant  | 4./KG 77   | 3. Mai 1942   |               |
| Geismann, Johannes           | Leutnant      | 1./KG 77   | 21. Dez. 1942 |               |
| Greve, Carl-Heinz            | Leutnant      | 6./KG 77   | 7. Okt. 1942  |               |
| Henning, Horst               | Oberfeldwebel | 1./KG 77   | 22. Mai 1942  |               |
| Jacobi, Hans-Joachim         | Oberleutnant  | 1./KG 77   | 19. Sep. 1942 |               |
| Kipfmüller, Walter           | Hauptmann     | 2./KG 77   | 29. Okt. 1943 |               |
| Paepcke, Heinrich †          | Major         | II./KG 77  |               | 19. Dez. 1942 |
| Peltz, Dietrich              | Hauptmann     | II./KG 77  |               | 31. Dez. 1941 |
| Pötter, Joachim              | Hauptmann     | I./KG 77   | 16. Apr. 1942 |               |
| Raab, Alexander              | Oberleutnant  | I./KG 77   | 5. Sep. 1944  |               |
| Raithel, Johann              | Oberst        | Stab/KG 77 | 17. Okt. 1941 |               |
| Richter, Heinz †             | Major         | III./KG 77 | 19. Sep. 1943 |               |
| Stadermann, Waldemar         | Leutnant      | 6./KG 77   | 12. Nov. 1941 |               |
| Stemmler, Wilhelm            | Major         | Stab/KG 77 | 6. Okt. 1944  |               |
| Stutterheim, Wolff von       | Generalmajor  | Stab/KG 77 | 4. Juli 1940  |               |
| Stüwe, Eberhard †            | Major         | III./KG 77 | 7. Juni 1944  |               |
| Wangelin, Hans-Joachim von † | Oberleutnant  | 2./KG 77   | 19. Sep. 1942 |               |

## Bekannte Geschwaderangehörige
- Herbert Büchs (1913–1996), war von 1967 bis 1971, als Generalleutnant der Luftwaffe der Bundeswehr, Stellvertreter des Generalinspekteurs der Bundeswehr
- Arved Crüger (1911–1942), fiel 1942 als Geschwaderkommodore im Mittelmeerraum und war Ehemann der Schauspielerin Carola Höhn
- Ernst Ebeling (1919–1991), war von 1972 bis 1980 Generalarzt der Luftwaffe
- Egbert von Frankenberg und Proschlitz (1909–2000), war ab 1950 für die NDPD Mitglied des Thüringer Landtags und dort Vizepräsident
- Carl-Heinz Antonius Greve (1920–1998), war 1957 der erste Kommodore des Jagdbombergeschwaders 34, von 1970 bis 1974 Kommandeur der 1. Luftwaffendivision und ab 1974, als Generalleutnant der Luftwaffe der Bundeswehr, Commander der 4. Allied Tactical Air Force (ATAF)
- Hans-Werner Grosse (1922–2021), war ein deutscher Segelflieger